# 种诊
种诊（？—？），名将种世衡次子。宋英宗治平二年（1065年），为殿中丞(文臣寄禄官)，洛苑副使(武官阶)、充环庆路都监。宋神宗熙宁三年（1070），知环州。元丰四年（1081），知镇戎军。元丰六年，充永兴军路兵马都钤辖。
种為其姓氏，正體字即為「种」，不可誤植為「種」。